# Украинские политические организации в империи Габсбургов
Украи́нские полити́ческие организа́ции в импе́рии Га́бсбургов — украинские политические партии и общественно-политические объединения на территории Австрийской (Австро-Венгерской) империи.

## Политические партии
- Русско-украинская радикальная партия (основана в 1890 году)
- Русско-украинский христианский союз (1896)
- Украинская национально-демократическая партия (1899)
- Украинская социал-демократическая партия (1899)
- Русская народная партия (1900)
- Христианско-общественная партия (1911)

## Общественно-политические и политические объединения
- Главная Русская Рада (1848)

- Русская Рада (1870)

- Народная Рада (1885)

- Главная украинская рада (1914)

- Всеобщая украинская рада (1915)

- Союз освобождения Украины (1914)